# 에너지관

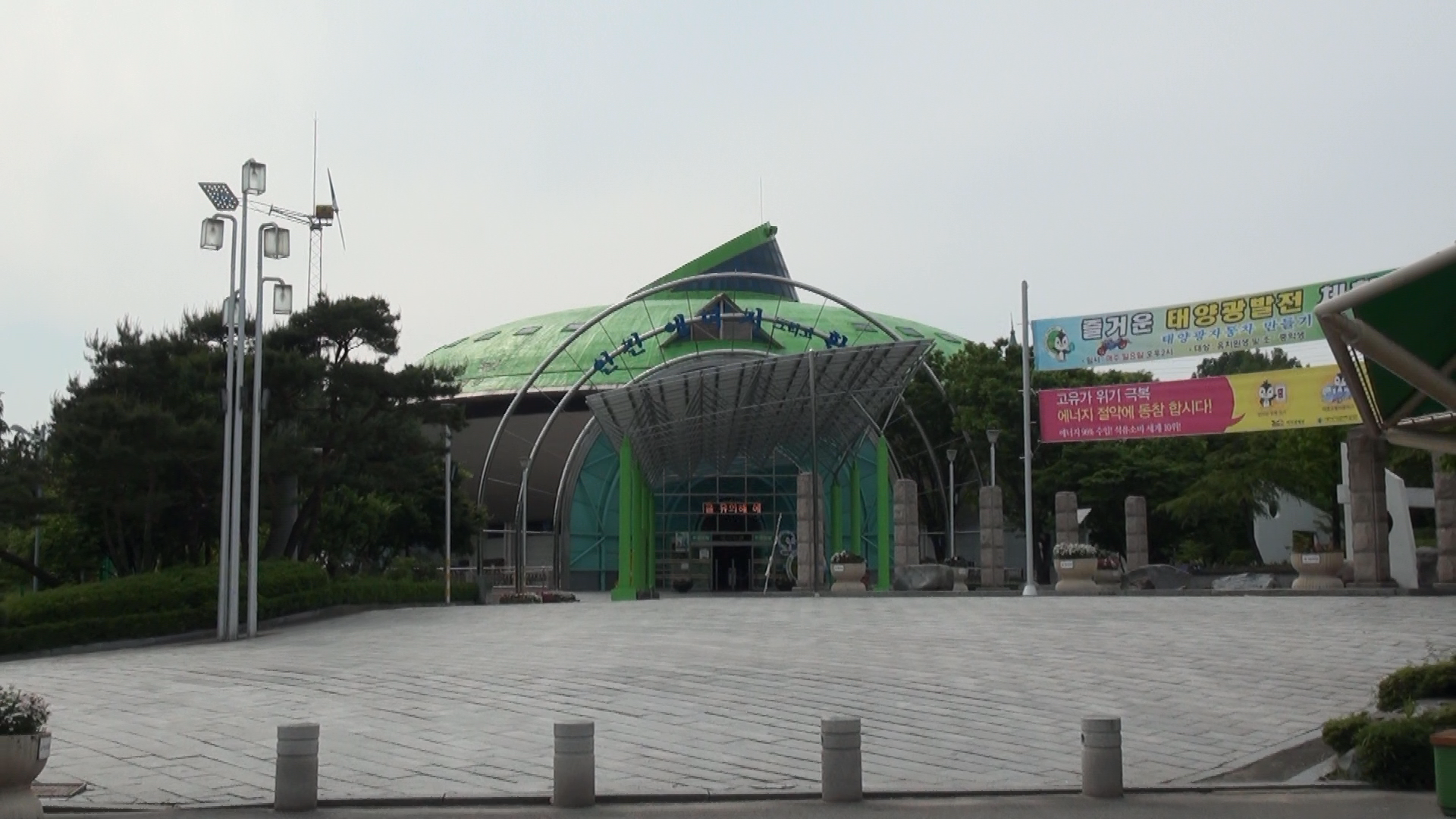
엑스포과학공원 에너지관 입구

에너지관은 엑스포과학공원 내에 위치한 전시관으로, 에너지관리공단에서 직접 운영하고있는 공공전시관이다.
IBS 기초과학연구원 건립사업으로 인해 2015년 1월 1일부터 전시관 운영을 잠정 중단하고 전시관 이전을 준비하고 있다.

## 전시관 정보
엑스포과학공원 에너지관은 에너지의 근원, 절약방법, 대체에너지 등 에너지에 대한 내용을 종합적으로 관람할 수 있는 전시관과 3D입체영화를 관람할 수 있는 입체영화관으로 구성되어있다.
- 전시관 명 : 에너지관
- 주제 : 인간, 에너지 그리고 환경

### 전시관
- 에너지란 무엇인가?
- 모닥불에서 원자로까지
- 환경에의 영향
- 아껴쓰는 에너지
- 내일의 에너지

## 시설안내
엑스포과학공원 에너지관은 다양한 방법으로 에너지 절감시설을 설치/운영하고 있다.
- 태양열 가로등
- 지붕 스프링클러 : 여름철 1일 2회 살수. 지붕의 열을 식혀 에너지 절감.
- 열선반사 복층유리 : 두 개의 유리 사이에 진공층을 형성, 유리층 내/외부 기온이 전도되는 것을 최대한 막아 시설물 내부의 온도손실을 최소화하는 시스템.
- 중수처리장치
- 빙축열시스템
- 폐타이어 보도블록

## 참고사이트
- 엑스포과학공원 보관됨 2005-11-24 - 웨이백 머신
- 엑스포과학공원 에너지관